# 入新井西児童交通公園
入新井西児童交通公園（いりあらいにしじどうこうつうこうえん）は、東京都大田区大森北4丁目27番地にある公園。

## 概要
JR東海道本線・京浜東北線の大森駅東口から線路に沿って南にある。規模は決して大きくないが、幼児用の遊具や、乗物の貸し出しを行っている。混雑時は、乗物の運転は3週で交代とされている。

## 蒸気機関車について
園内には、蒸気機関車のC57 66が半動態状態で保存されている。この公園の目玉であり、子供に人気である。決められた時刻になると機関車が汽笛を立て大動輪が回りだす。（2021年10月現在は平日、土日祝日を問わず12時と15時の2回、1回で5分稼働する）。また、運転室（弁操作も可能）と、炭水車の石炭の積荷部分のみ開放されており、汽笛を鳴らさない時間は車内に立ち入りができる。
なお、保存状態は普通である。

## 周辺施設
公園の周囲には住宅（うち、眼前にはマンション）が建ち、閑静である。駐輪場が隣接しているほか、ゲームセンター、飲食店（「ひもの屋」大森店）、セブンイレブン大森駅南店、MEGAドン・キホーテ大森山王店、牧田総合病院、大田区立入新井第一小学校、イトーヨーカ堂大森店などがある。